# Pycnodithella harveyi
Pycnodithella harveyi är en spindeldjursart som beskrevs av Kennedy 1989. Pycnodithella harveyi ingår i släktet Pycnodithella och familjen Tridenchthoniidae. Inga underarter finns listade i Catalogue of Life.